# Wybory parlamentarne w Mikronezji w 2013 roku
Wybory parlamentarne w Mikronezji odbyły się 5 marca 2013. Obywatele Mikronezji wybierali 10 przedstawicieli do 14-osobowego Kongresu Narodowego na dwuletnią kadencję. Pozostali 4 członkowie to tzw. wolni senatorowie, wybierani na czteroletnią kadencję. W wyborach wystartowało 21 kandydatów.

## Wyniki
- Chuuk: Florencio Singkoro Harper, Roger Mori, Bonsiano Nethon, Tiwiter Aritos, Tony Otto
- Kosrae: Paliknoa Welly
- Pohnpei: Dohsis Halbert, Berney Martin, David Panuelo
- Yap: Isaac Figir